# Emiliano Balbín
Emiliano Balbín (Salliqueló, Provincia de Buenos Aires, 25 de julio de 1974) es un abogado y político perteneciente a la Unión Cívica Radical que actualmente ocupa una banca en la cámara de diputados de la provincia de Buenos Aires. Fue elegido diputado provincial en 2017 y reelecto en 2021.

## Biografía[1]
Emiliano Balbín, nació en Salliqueló. Es nieto de Ricardo Balbín histórico dirigente del partido Unión Cívica Radical la cual dirigió desde 1959 hasta su fallecimiento en 1981. Su padre Osvaldo Balbín fue intendente de Salliqueló de 1983 hasta 1986 tras fallecer sorpresivamente.
Estudio abogacía en la Universidad de La Plata en donde trabajo de docente. Es hincha y asociado de Gimnasia y Esgrima de la Plata y se afilio al radicalismo a los 16 años de edad.
En el año 1994, participó como asesor en la Legislatura bonaerense y en 2015 ingresó a la fiscalía de Estado de la provincia de Bs.As. se desempeñó como abogado en la sala Contenciosa Administrativa de la Subsecretaría Judicial II La Plata a cargo del Dr. J.L.Comparato, en la sala de Relatores de la Subsecretaría de ejecución de Créditos Fiscales y Tributarios a cargo del dr. M.O. Berri y como apoderado Fiscal interno de Fiscalía de Estado de la Prov. de Bs.

### Cargos Partidarios
Dentro del radicalismo ocupó cargos como delegado seccional, miembro de la mesa sec. de la Sección sexta, delegado junta ejecutiva entre otros vice Presidente de la Juventud de la Provincia, integró el plenario del Comité de la Provincia de Buenos Aires.

### Cargos Públicos
En el año 2016 fue nombrado por el Gobierno Provincial de María Eugenia Vidal  asesor de la Secretaría General de la Gobernación.
En 2017 fue elegido Diputado de la Provincia de Buenos Aires en representación de la Sexta Sección Electoral para el periodo 2017-2021. En el año 2021 fue reelecto para un segundo período como diputado 2021-2025. En un comienzo perteneció al bloque Juntos por el Cambio pero cuando el interbloque se disolvió y el bloque radical se dividió en dos (UCR-Cambio Federal y el bloque Acuerdo Cívico UCR-GEN) optó por el bloque UCR-Cambio Federal que cuenta con 10 diputados.

#### Labor Legislativo 2017-2019
- 5108/17-18 Declarando de Interés Legislativo la "Feria Itinerante del Conocimiento Estación Ciencia", desarrollada por el Ministerio de Ciencia, Tecnología e Innovación de la Provincia de Buenos Aires.-[cita requerida]

- 520/18-19 Declarando de Interés Legislativo y Cultural el programa "Raices" creado y promovido por la municipalidad de General Lamadrid.-.